# Николас Мадуро
Никола̀с Маду̀ро Мо̀рос (на испански: Nicolás Maduro Moros) е венецуелски политик, настоящ президент на Венецуела от 19 април 2013 г.
Първоначално работи като шофьор на автобус. Започва политическата си кариера като профсъюзен деец. През 1994 година повежда кампанията за освобождаването от затвора на Уго Чавес. В периода от 2005 до 2006 година е председател на Народното събрание на Венецуела. Става министър на външните работи (2006), а през 2012 година е назначен за вицепрезидент. От 5 март до 19 април 2013 г., след смъртта на Уго Чавес, изпълнява задълженията на президент на Венецуела.
На изборите от 14 април 2013 г. Николас Мадуро изпреварва съперника си Енрике Каприлес Радонски с 1,5%, но последният не признава изборните резултати.
На извънредните избори на 20 май 2018 г. Николас Мадуро е преизбран на поста глава на Венецуела за периода 2019 – 2025 години, като получава 67,8% от гласовете. Изборите обаче предизвикват протест от страна на повечето от страните по света, включително и тези от Латинска Америка. Четиринадесет страни, включително Аржентина, Бразилия и Канада, отзовават посланиците си от Каракас в знак на протест против резултатите от изборите, а САЩ налагат на Венецуела допълнителни икономически санкции. Резултатите от изборите признават само Русия, Салвадор, Куба и Китай.
На 10 януари 2019 г. се състои инаугурацията на Николас Мадуро, след което той официално става президент на Венецуела за втори път. Заради несъгласието на опозицията Мадуро полага клетвата във Върховния съд, а не в Народното събрание на Венецуела. Председателят на Народното събрание, Хуан Гуайдо, обявява президентството му за нелегитимно и се самопровъзгласява за временен президент на страната на 23 януари 2019 г.
Мадуро често е описван като диктатор, а доклад на Организацията на американските държави говори за множество престъпления срещу човечеството, които са били извършени по време на режима му. В хода на управлението му, над 9000 души стават обект на извънсъдебни екзекуции, а над четири милиона венецуелци са принудени да напуснат страната заради икономическия колапс, предизвикан от социалистическите стопански политики. Основни съюзници на Мадуро са Китай, Куба, Русия, Иран и Турция. На 26 март 2020 г. Департаментът по правосъдие на САЩ обвинява Мадуро в трафик на наркотици и наркотероризъм, а Държавният департамент на САЩ предлага награда от 15 милиона долара за информация, която би спомогнала той да бъде подведен под отговорност.

## Личен живот
Николас Мадуро Морос е роден на 23 ноември 1962 г. в Каракас, Венецуела, в семейство от работническата класа. Баща му, Николас Мадуро Гарсия, е виден синдикален лидер, който умира в автомобилна катастрофа на 22 април 1989 г. Майка му, Тереса де Хесус Морос, е родена в колумбийския граничен град Кукута. Семейството му е с леви възгледи. Мадуро израства в работнически квартал в западните предградия на Каракас. Има три сестри.
Мадуро израства като католик, но през 2012 г. излизат сведения, че е станал последовател на индийския гуру Сатия Сай Баба. В расово отношение, Мадуро се определя като метис. В интервю от 2013 г. споделя, че прародителите му са били сефарадски евреи, които са приели католицизма във Венецуела.
Мадуро е женен два пъти. От първия си брак с Адриана Геро Ангуло има един син – Николас Мадуро Гера, известен също като „Николасито“, който заема няколко висши държавни постове. През юли 2013 г. се жени за Силия Флорес, адвокат и политик, която замества Мадуро като президент на Народното събрание през август 2006 г., когато той подава оставка от поста си, за да стане министър на външните работи. Флорес е първата жена, служила като президент на Народно събрание на Венецуела. Двамата поддържат романтична връзка още от 1990-те години, когато Флорес е адвокат на Уго Чавес след опитите за преврат през 1992 г. срещу тогавашния президент Карлос Андрес Перес. Макар да няма деца от Флорес, Мадуро има три доведени деца.
Мадуро е почитател на музиката на Джон Ленън и кампаниите му за мир и любов, както и на Робърт Плант и Лед Цепелин.

## Ранна кариера

### Образование и синдикална работа
Мадуро се изучава в публична гимназия в квартала си, като именно там започва да се интересува от политика. Според записите на училището, Мадуро така и не го е завършил.
През 1979 г. Мадуро е разследван от венецуелските власти за отвличането на американския бизнесмен Уилям Нихус., По-късно започва дългогодишна работа като шофьор на автобус към Каракаския метрополитен. Започва политическата си дейност през 1980-те години, ставайки профсъюзен деец, представящ автобусните шофьори на Каракаския метрополитен. Работи и като телохранител на социалиста Хосе Висенте Рангел по време на неуспешната му президентска кампания през 1983 г.
На 24 години Мадуро се премества в Хавана с други леви бойци от Южна Америка, където се изучава в център на политическо образование под ръководството на Съюза на младите комунисти. По това време той получава интензивно обучение от кубинския революционер Педро Мирет, който е високопоставен член в Политбюро на ЦК на Комунистическата партия на Куба и приближен на Фидел Кастро.
Съществуват сведения, че Мадуро е получил задача от правителството на Кастро да служи като „къртица“ за кубинското разузнаване. В началото на 1990-те години се присъединява към военно-революционното движение Революционно боливарско движение – 200 и полага усилия за освобождаването на Уго Чавес, който е арестуван за участието във венецуелския опит за преврат през 1992 г. В края на 1990-те години изиграва ключова роля в основаването на Движението за Пета република, което подкрепя Чавес за президент през 1998 г.

### Народно събрание
Мадуро е избран за член на Депутатската камара на Венецуела през 1998 г., а от 2000 г. заема място в Народното събрание. По всяко време представлява Столичния район. От 2005 до 2006 г. е говорител на събранието.

### Външен министър
Николас Мадуро е назначен за министър на външните работи през 2006 г., служейки по време на управлението на Чавес. Остава на тази позиция до октомври 2012 г., когато е избран за вицепрезидент на страната. Като външен министър, той изиграва ключова роля в изтласкването на външната политика на държавата отвъд границите на Латинска Америка и търси връзка с повечето правителства, които си съперничат с американското.
Позицията на външната политика Венецуела по време на управлението му включва: преустановяване на неофициалните взаимоотношения с Тайван в ползва на Китайската народна република, подкрепа за управлението на Муамар Кадафи в Либия, прекъсване на дипломатическите отношения с Израел по време на войната в Газа (2008 – 2009), признаване и установяване на дипломатически отношения с Палестина, обрат на отношенията с Колумбия по време на дипломатическата криза с Еквадор през 2008 г. и отново по време на дипломатическата криза с Колумбия през 2010 г., признаване на Абхазия и Южна Осетия за независими държави и подкрепа за Башар Асад в гражданската война в Сирия.
Макар да не говори никакви чужди езици, Мадуро се доказва като прагматичен и умел политик, който успешно се договаря с чуждите държавни глави.
През септември 2006 г., докато се опитва да се завърне във Венецуела през Маями, Флорида, Николас Мадуро е задържан за кратко от Департамента за вътрешна сигурност на САЩ на нюйоркското летище Джон Ф. Кенеди, след като закупува три самолети билета с пари в брой. По това време Мадуро и Чавес са в Ню Йорк за 61-вата сесия на Общото събрание на ООН, на която Чавес нарича американския президент Джордж Буш „дявола“. Двамата представят дипломатическите си документи и след час и половина са освободени. Впоследствие Мадуро обвинява американското правителство в расизъм и нацизъм, определяйки задържането си от американските власти като незаконно и подава жалба към ООН. Самият Чавес заявява, че задържането на Мадуро е провокация от дявола.

### Вицепрезидент
Преди да бъде избран за вицепрезидент, Мадуро вече е бил избран от Чавес за негов наследник като президент през 2011 г. в случай, че се спомине от рак. Този избор е направен поради лоялността на Мадуро към Чавес и добрите му отношения с другите чависти като Елиас Хауа, Джесе Чакон и Хорхе Родригес. Някои експерти предсказват, че в случай че Чавес умре, Мадуро ще бъде изправен пред повече политически трудности и страната ще бъде обхваната от нестабилност.
Чавес назначава Мадуро за вицепрезидент на Венецуела на 13 октомври 2012 г., малко след победата си на президентските избори по-рано в същия месец. На 8 декември 2012 г. Чавес обявява, че ракът му се е завърнал и че ще замине за Куба за спешна операция и по-нататъшно лечение. Чавес заявява, че ако състоянието му се влоши, венецуелците следва да гласуват за Мадуро на следващите президентски избори.
Одобрението на Чавес за Мадуро на практика отстранява Диосадо Кабельо – бивш вицепрезидент и влиятелен социалистически държавник с връзки във въоръжените сили, който до този момент се счита за фаворит като наследник на Чавес. Когато Мадуро получава подкрепата на Чавес, Кабельо веднага се заклева във вярност и на двамата.

### Временен президент
След смъртта на Уго Чавес на 5 март 2013 г., Мадуро наследява властта и отговорностите му на президент. Той назначава Хорхе Ареаса за свой вицепрезидент. Тъй като Чавес умира в рамките на мандата си, конституцията на Венецуела гласи, че трябва да се проведат избори за президент до 30 дни след смъртта му. Мадуро е единодушно избран за кандидат от социалистическата партия. Докато изпълнява временно длъжността на президент, водачите на опозицията заявяват, че Мадуро е нарушил членовете 229, 231 и 233 от венецуелската конституция. По време на кратката церемония, чрез която официално заема поста на президент, Мадуро обявява: „Сънародници, аз не съм тук заради лична амбиция, от суета или защото фамилното ми име Мадуро е част от гранясалата олигархия в тази страна. Не съм тук и да представлявам финансови групи, нито олигархията, нито американския империализъм... Не съм тук да защитавам мафията, нито пък групировки или фракции.“.

## Президент на Венецуела
Наследяването на президентството от Мадуро през 2013 г. вероятно се дължи на множество механизми, установени от предшественика му, Уго Чавес. Първоначално, цените на петрола са достатъчно високи, за да може Мадуро да финансира поддръжката на режима, особено сред редиците на въоръжените сили. Чуждестранните отношение, установени от Чавес, се използват и от Мадуро, който използва уменията си, придобити по време на службата си като министър на външните работи. В крайна сметка, правителствените институции застават зад Мадуро и режимът започва да използват институциите за репресия и автокрация (също като при Уго Чавес), ставайки все по-репресивни срещу опизицията.
През април 2013 г. е официално избран за президент, след като едва побеждава кандидата на опозицията, Енрике Каприлес, с 1,5% преднина в гласовете. Каприлес настоява гласовете да бъдат преброени отново, отказвайки да приеме резултатите за валидни. Мадуро встъпва в длъжност като президент на 19 април, след като изборната комисия обещава пълна ревизия на изборните резултати. През октомври 2013 г. Мадуро обявява създаването на нова служба – вицеминистерство на върховното щастие, което да координира социалните програми.
Опозиционните лидери във Венецуела пускат петиция през май 2016 г. към Националния изборен съвет, искайки провеждането на референдум, на който народът да гласува дали Мадуро да остане на власт. На 5 юли 2016 г. венецуелската разузнавателна служба задържа пет опозиционни активисти, призоваващи за референдум, а още двама от същата партия (Народна воля) са арестувани. След забавяне с проверката на подписите, протестиращите обвиняват правителството, че целенасочено бави процеса. В отговор на това, правителството заявява, че протестиращите са част от заговор за сваляне на Мадуро от власт. На 1 август 2016 г. националният изборен съвет обявява, че са потвърдени достатъчно подписи, за да продължи процеса. И докато опозиционните водачи настояват референдумът да бъде проведен през края на 2016 г., така че да може да бъде избран нов президент на предстоящите избори, правителството категорично обявява, че референдум преди 2017 г. няма да има.
През май 2017 г. Мадуро предлага провеждането на избори за Конституционно събрание, които са проведени на 30 юли същата година, въпреки осъждането им от страна на международната общност. След изборите, САЩ налагат санкции на Мадуро, определяйки го като „диктатор“ и забранявайки му да стъпва на американска земя. Други държави, като например Китай, Русия и Куба, предлагат подкрепата си на Мадуро. Президентските избори, които първоначално са насрочени за декември 2018 г., са изтеглени за 20 май. Много международни анализатори ги определят като показни избори, като избирателната активност на тях се оказва най-ниската от демократичната история на страната.
Шест месеца след като е избран за президент, Мадуро получава властта да управлява чрез укази, за да се справи с усложняващата се икономическа криза в страната. Венецуелската опозиция силно осъжда това, твърдейки, че властта на законодателната власт е била узурпирана. Управлението му съвпада с упадък на венецуелския социо-икономически статут, повишена престъпност, инфлация, бедност и масов глад. Международните анализатори приписват този упадък на икономическите политики на Чавес и Мадуро, докато самият Мадуро обвинява спекулациите и икономическите борби, водени от политическите му опоненти.
Доклад от 2018 г. на „Амнести Интернешънъл“ обвинява режима на Николас Мадуро в извършването на едни от най-сериозните нарушения на човешки права в историята на Венецуела. Според доклада, насилието е най-вече в по-бедните населени места из Венецуела и включва 8292 извънсъдебни екзекуции в периода от 2015 до 2017 г. За една година, 22% от всички убийства са били извършени от силите за сигурност.
По-късно, полицейските и военните сили предприемат операция „Освобождение на народа“, която е прицелена в уличните банди и неправителствените паравоенни формирования. Операцията довежда до хиляди арести и около 9000 смъртни случая, като венецуелската опозиция твърди, че операцията всъщност е държавен способ за репресия. Впоследствие, ООН издава доклад, в който осъжда насилствените методи, които се използват в страната. И макар венецуелският омбудсман Тарек Уилям Сааб да признава, че в институцията му са постъпили много доклади за полицейско насилие, той защитава нуждата от операцията и заявява, че ще работи заедно с полицията и военните, за да се спазват човешките права. Външното министерство на Венецуела критикува доклада на ООН, определяйки го като необективен и пристрастен и изброявайки 60 допуснати грешки в него.
След влошаващите се международни санкции по време на венецуелската криза през 2019 г., правителството на Мадуро на практика изоставя социалистическите политики, установени от Чавес, като например контрол на цените и валутата, което успява да спре икономическия упадък на страната. Съществуват сведения, че Венецуела се е снабдила с допълнително парични средства от продажбата на злато и наркотици.

### Оспорвано президентство
На фона на мащабно неодобрение, Мадуро встъпва в длъжност като президент за втори мандат на 10 януари 2019 г. Броени минути след като полага клетва, Организацията на американските държави одобрява резолюция, обявяваща президентството му за нелегитимно, призовавайки за нови избори. Народното събрание обявява извънредно положение, след което някои държави закриват дипломатическите си мисии във Венецуела. Колумбия и САЩ заявяват, че Мадуро се опитва да превърна Венецуела в диктаторски режим. Президентът на Народно събрание, Хуан Гуайдо, се самопровъзгласява за временен президент на 23 януари 2019 г., като САЩ, Канада, Бразилия и няколко държави от Латинска Америка изказват подкрепата си за Гуайдо още на същия ден. От друга страна, Русия, Китай и Куба подкрепят режима на Мадуро. Към март 2019 г. вече над 50 държави не признават Мадуро за законен президент на Венецуела. От своят страна, Мадуро се противопоставят на Гуайдо и прекъсва дипломатическите отношения с няколко държави, които изказват подкрепа за Гуайдо. Правителството на Мадуро заявява, че кризата на практика е опит за преврат, воден от САЩ и целящ превземането на държавните петролни резерви.
На 3 май 2020 г. венецуелските сили за сигурност предотвратяват опит за преврат срещу Мадуро от въоръжените венецуелски дисиденти. Опитът е организиран от бившия американски служител на специалните сили Джордън Гудро, като хората му са били обучени в Колумбия. Гудро твърди, че операцията включва 60 души, включително двама американци от специалните сили.